# Kad se smijah, tad i bijah
Kad se smijah, tad i bijah, humoristično-satirična emisija na Hrvatskome radiju Splitu urednika i autora Mladena Vukovića.

## Povijest
Emitira se od travnja 1991. godine svake nedjelje u 10:15 sati i reprizno utorkom u 21:15, osim u vrijeme ljetne programske sheme. Emitirano je u 29 sezona više od 1090 izdanja.
U emisiji se humoristično i satirično obrađuje aktualne društvene, gospodarske, kulturne i sportske "gafove" tjedna. Pušta se izabrane tekstove iz novih knjiga aforizama i ostalog humorističkog štiva. Program obogaćuju veseli i šaljivi domaći glazbenih brojevi i parodije. Rubrike imaju stalni vanjski suradnici: Ivan Delaš - baba Manda, Marijan Grbavac - kumić Ikić, profešur Nađan Dumanić, Mara Ožić-Bebek Imotica - kao Antiša i Ivuša... Tekstove piše Mladen Vuković, a osim njega i Tomislav Božinović te aforisti Jandre Drmić, Tomislav Mihanović, Miljenka Koštro, Josip Margeta, Marinko Bašić, Josip Grgić, Drago Maršić, Robert Marić, Borivoj Jelinčić i ini hrvatski humoristi. Povremeno su surađivali i Neda Grubišić-Čabo - kuma Anđa, Tašenka Matulović - teta Tonka, Igor Siriščević - strikan Dujo, Tomislav Žižić - Vimenka, Davor Pezo - Zezo, Vinko Bajrović - Mali Duje, pučki pjesnici Ante Lučić, Ante Tomaš, Nenad Bezmalinović, Vice Krce, Davor Meštrović, Dinko Matković, Ivan Ravlić, Stipan Grcić i ini. Viceve govore Frano Vukoja, Ivica Žegarac Žuti, Augustin Ago Kujundžić, Mejrema Reuter, Petar Vulić i drugi šaljivčine. Tekstove su u više sezona "pola ure smijure" čitali glumci HNK Split Arijana Čulina, Milan Štrljić, Filip Radoš, Ratko Glavina, Ilija Zovko, Ante Čedo Martinić, Franko Strmotić i ini. Neki od suradnika objavili su nosače zvuka.
Emisija njeguje i čuva mjesne hrvatske govore: čakavicu, dalmatinskozagorsku ikavicu a jedno vrijeme i bunjevačku ikavicu Ivana Ivkovića Ivandekića.
Dio tekstova iz emisije, te izbori iz novih knjiga aforizama i epigrama, objavljeni su i u prvom hrvatskom internetskom humorističkom listu Čvoki. List se je od početka, 1. travnja 2000. nalazio na međumrježnoj adresi www.imotski.hr, a potom na radio.hrt.hr u pdf-u. Prvih 30 brojeva bili su isključivo internetski i imali su multimedijalne (audio i video) priloge.

## Nagrade i priznanja
- Urednik Mladen Vuković je za emisiju dobio godišnju osobnu nagradu Splitsko-dalmatinske županije (2008.) te godišnju nagradu HRT-a (2010.).[1]
- Emisija je nominirana za radijsku emisiju godine Večernjakova ruža 2019. godine.[1]